# 范文仁
范文仁（越南语：／，1745年—1815年），越南阮朝初期將領。
范文仁的祖先是清化貴縣人，跟隨阮潢來到南方，於是以承天府為籍貫。武王阮福濶在位期間投軍，隸中俁，遷屬內該隊。1774年冬，鄭主軍隊南侵，他被炮傷足。次年春，阮福淳南逃，仁以足病不克。1778年，阮福映稱攝政，范文仁偷偷逃到嘉定，升騰蛟衛副衛尉。1783年，西山軍攻打嘉定，他跟隨阮福映逃往富國島，後來又跟隨逃往海外。後來駛入龍川，聽說西山軍在芋島，阮福映想要親自打探虛實，被范文仁勸阻。范文仁自告奮勇，與吳公貴乘船前往打探虛實。
同年冬，跟隨阮福映逃亡暹羅曼谷。范文仁奉命，同該奇管龍殿侍衛阮文廉、法國傳教士百多祿一起，護送皇長子阮福景前往法國求援。到達法屬印度後，遇上法國大革命，逗留本地治里。范文仁隨後航海回到曼谷。
1787年秋，阮福映自暹羅回國，范文仁先回竹嶼整備船隻等候，仍回富國島保護國母阮氏環。歷授屬內該隊，尋陞該奇，管左衛船。又與武彝巍一起前往海島，製造海導船。又管班直左、前、後三衛，為副先鋒協，與武性前往攻打平順，擊退西山軍於潘里。1792年，跟隨阮福映攻打施耐港，乘西山軍沒有防備將其擊破，西山朝的都督成兵潰逃走，范文仁俘獲其船隻而還。翌年春，授左軍副將兼知漕務。夏，阮福映親征歸仁，留東宮阮福景鎮守嘉定，范文仁和宋福淡等人留下輔佐。
1794年，西山軍包圍延慶，范文仁堅守等待援軍。包圍解除後，跟隨阮福景回到嘉定。翌年西山軍再次圍攻延慶，阮福映率軍前往救援，留阮福景監國，范文仁、蘇文兌等人輔佐。1796年，兼管神武、神威、神勇、神算、神畧五衛協，與副將武文諒聽從阮福景調撥，攻打西山軍。1797年，與阮福景跟隨阮福映進攻廣南，與西山軍戰於會安、羅瓜，皆克之，隨後班師。1798年，授神策軍監軍掌奇，管五屯將士，兼知象政、馬政。
1799年，跟隨阮福映攻打歸仁。范文仁所部分屯自沙籠至石津等處，遏制西山軍的外援。1800年春，改五屯為五營，范文仁兼管如故。夏，跟隨阮福映支援平定城（今歸仁），與阮德川進兵羅台，攻西山軍之後路。隨後被阮福映召來，與阮黃德分管戰船，按守虬蒙港。1801年，阮文張奪取廣南，范文仁管號船三艘，前往沱㶞海口（即峴港），兼管龍飛、鳳飛各號船，將士為之策應。舊阮大兵進攻富春，范文仁與阮文張率兵船進至順安海口。舊阮故都富春（今順化）被收復後，仍留在富春防禦。冬，西山朝阮光纘南侵，范文仁管所部兵，兼領後軍各衛，進屯站營，巡防上道。阮福映親至洞海作戰，范文仁與鄧陳常分道拒戰，西山軍潰散逃走。
1802年，阮福映建立阮朝，范文仁被派往平定省，清剿西山朝餘黨，同年回朝，獲賜冠服，陞欽差掌神武軍，兼掌神策軍郡公。五月，跟隨阮福映北伐，與黎文悅、黎質為前道，西山軍望風潰逃，於是滅亡西山朝，平定北河。冬，跟隨阮福映回京。1803年，與禮部鄧德超一起擔任捧冊寶使，冊封宋氏蘭為王后。後阮福映北巡，范文仁與阮文謙、尊室昇留守順化，後被召往北城行在。
1804年，清使前來冊封阮福映為越南國王，范文仁擔任受印使，隨後跟隨阮福映回京。1806年，負責建南郊壇和社稷壇。以范文仁、阮奇計充捧冊寶使，晉封宋氏蘭為皇后。1809年，阮福映要駕幸廣南，范文仁與陳文擢、黎光定奉命先往收受民人，控單閱奏，以悉幽隱。1811年，改神武軍為右軍，授范文仁欽差掌右軍兼神策軍。
1815年（嘉隆十四年）秋病卒，年七十一。阮福映深為惋惜，命阮文誠治喪，輟朝三日以示哀悼，賜錢一千緡，追贈翊運同德功臣、特進、輔國上將軍、上柱國、太傅、郡公，諡忠憲，遣官諭祭。葬日，又輟朝一日，命皇子皇孫前往送葬，給墓夫守墓。1824年（明命五年），從祀世廟、列祀中興功臣廟。1831年，追贈佐運功臣、特進、壯武將軍、右軍都統府掌府事、太傅，改諡憲靜，封先興郡公。
有三子：文智、文信、文清。